# 何力 (1959年)
何力（1959年5月—），男，汉族，贵州贵阳人，中华人民共和国政治人物，曾任贵州省人民政府副省长，现任中国民主同盟中央委员会常务委员、贵州省委员会主任委员，贵州省人大常委会副主任。